# Kauerheim
Kauerheim ist ein Gemeindeteil der Gemeinde Alfeld im Landkreis Nürnberger Land (Mittelfranken, Bayern). Kauerheim liegt in der Gemarkung Alfeld.

## Lage
Der Weiler liegt etwa 1,3 km südöstlich vom Kernort Alfeld und einen knappen Kilometer nördlich der Bundesautobahn 6.
Südwestlich am Schwarzenberg befindet sich die als Naturdenkmal und Geotop ausgewiesene Karsthöhle Alfelder Windloch. Mit 2200 Meter Ganglänge ist sie die zweitgrößte Höhle in der Fränkischen Alb.